# Прапор Занзібару
Прапор Занзібару — один з офіційних символів Занзібару — частково автономного утворення у складі Об'єднаної Республіки Танзанія.
Закон про сучасний прапор Занзібару був прийнятий парламентом Занзібару у 2004 році після триденних дебатів. В основі його лежить синьо-чорно-зелений триколор, затверджений у 1964 році як прапор Народної республіки Занзібару і Пемби. Як нагадування про державну приналежність Занзібару до Танзанії, в лівому верхньому куті прапора розташоване зображення державного прапора Танзанії.

## Сучасний прапор

### Прийняття

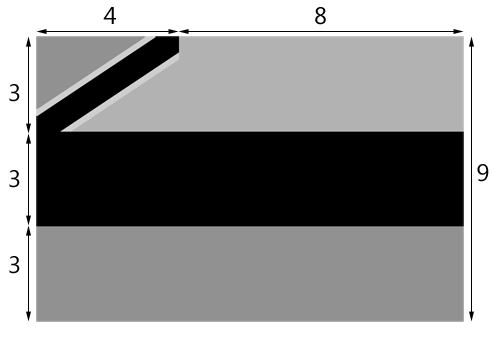
Побудова прапора Занзібару

11 жовтня 2004 року, через сорок років після входження Занзібару до складу Танзанії, острів отримав свій окремий офіційний прапор — цього дня занзібарський парламент прийняв відповідний законодавчий акт, запланований і запропонований ще у квітні того ж року Прем'єр-міністром острова Салумом Джумою Османом. 9 січня 2005 року в місті Занзібар відбулася церемонія прийняття прапора, кульмінаційним моментом якої став урочистий салют — на честь нового елемента символіки острова був випущений 21-гарматний залп. У ході церемонії перед острів'янами виступив занзібарський президент Абейд Каруме.
Дарувавши напівавтономному острову власний прапор, влада Танзанії при цьому підкреслила, що його прийняття не повинно сприйматися як крок до незалежності Занзібару. «Прийняття прапора, — сказав генеральний прокурор Занзібару Панду Хассан, — це просто крок до відповідності до конституції Занзібару, яка дозволяє прийняття символіки урядом».
Дизайн нового прапора викликав неоднозначну реакцію у острів'ян. Так, деякі члени партії «Громадянський Народний Фронт», що підтримують відділення Занзібару від материкової частини Танзанії, висловили невдоволення у зв'язку з тим, що у кутку прийнятого занзібарского прапора був розташований державний танзанійський, але, попри це, після трьох днів дебатів все-таки проголосували за запропонований дизайн. «Ми не турбуємося з приводу кольорів прапора. Неприйнятна тільки наявність прапора Танзанії на прапорі Занзібару», — заявив лідер танзанійської опозиції Абубакар Хаміс Бакар.

### Опис
В основі затвердженого у 2004 році прапора Занзібару лежить прямокутне полотнище з трьох рівновеликих горизонтальних смуг, що їхнє забарвлення має певне значення. Так, синій колір символізує культуру острова, чорний — народ, а зелений — навколишнє середовище Занзібару.
Відношення ширини прапора до його довжини становить 3:4. Дев'яту частину полотнища покриває розташоване у верхньому лівому кутку, у крижі прапора, зображення прапора Танзанії, що вказує на належність острова цій державі.

### Використання
Спектр використання занзібарского прапора істотно обмежений. На підтвердження того, що його прийняття не означало крок до незалежності Занзібару, влада Танзанії наклала заборону на використання прапора на міжнародних форумах і асамблеях, засіданнях таких організацій, як Африканський Союз та ООН, при цьому, однак, не заборонивши занзібарским спортсменам виступати під цим прапором. Разом з тим, в органах влади Занзібару, включаючи уряд і парламент, а також у занзібарских представництвах на материку, прапор використовується без обмежень. Крім того, прапор Занзібару, поряд з державною, використовують такі структури, як поліція і імміграційна служба Танзанії.
У серпні 2011 року, у ході засідання Національного зібрання Танзанії, танзанійська правознавиця Чіку Абвао запитала Прем'єр-міністра Мизенго Пінду, з якої причини Занзібару була надана можливість мати власний прапор, а території колишньої Танганьїки — ні. У відповідь Пінда підкреслив, що прийняття прапора Занзібару супроводжувалося попередньою домовленістю з материковою частиною Танзанії. «Незалежно від того, що ви думаєте з цього приводу, конституційне рішення змінити не можна», — сказав він.

## Історичні прапори

### Прапор султаната (1861—1964)
У 1856 році пішов з життя правитель Оманської імперії Саїд ібн Султан, що спричинило розділ оманських володінь між його синами. Тоді як їхна континентальна аравійська частина дісталася Туваїні бін Саіду, острів Занзібар і частина східноафриканського узбережжя об'єдналися під владою Маджида ібн Саїда, який став султаном Занзібару. Протягом більш ніж ста років, дві новостворені держави — султанат Занзібар і султанат Маската і Омана — існували під однаковим прапором, який мав вигляд червоного прямокутного полотнища.
У 1963 році влада султанату видозмінила занзібарський прапор, розташувавши в центрі полотнища зелений круг із зображенням двох золотих бутонів гвоздики. На думку американського художника-вексиллолога Альфреда Знамиєровського, тим самим вони наслідували приклад Гани та інших африканських держав, які використовували у своїх прапорах панафриканські кольори. Новий прапор проіснував недовго: 12 січня 1964 року на острові сталася революція, що призвела до падіння монархії і втечі султана.

Прапор 1861—1963 років
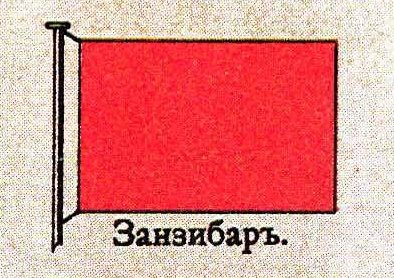
Прапор в ЕСБЄ
Флаг султана Занзібара[en][K 1]
Прапор 1963—1964 років

### Прапори Народної Республіки Занзібару і Пемби (1964)
Наступницею Занзібарского султанату стала Народна Республіка Занзібару і Пемби, що утворилася після революції. За кілька місяців існування цієї держави її прапор встиг двічі змінити забарвлення. Перший варіант — чорно-жовто-синій горизонтальний триколор — був введений радикальними революціонерами на чолі з Джоном Окелло, але протримався усього сімнадцять діб: у зв'язку з різаниною арабів і індійців, яка розгорнулася на острові, радикали були відсторонені від влади представниками помірної партії Афро-Ширазі, і на зміну колишньому прапору прийшов прапор цієї партії — синьо-чорно-зелений горизонтальний триколор з вузькою вертикальною смугою білого кольору в лівій частині полотнища, що становила 1/36 ширини прапора. Станом на 2004 рік цей прапор все ще продовжував використовуватися збірною Занзібара з футболу.
У основу прапора Народної Республіки Занзібару і Пемби ліг прапор партії Афро-Ширазі, яка продовжувала існувати аж до об'єднання з Африканським національним союзом Танганьїки у 1977 році. Партійний прапор мав вигляд синьо-чорно-зеленого триколора зі зображенням жовтої мотиги у центрі полотнища.

Прапор у січні 1964 року[K 2]
Флаг Народної Республіки Занзібара і Пемби
Прапор партії Афро-Ширазі

### Прапор Танзанії (1964—2005)

Прапор Танзанії

26 квітня 1964 року Народна Республіка Занзібару і Пемби об'єдналася з Республікою Танганьїка в єдину державу — Об'єднану Республіку Танганьїки та Занзібару (у жовтні того ж року була перейменована у Танзанію). Прапор новоствореної держави був утворений шляхом злиття елементів прапорів обох країн, що об'єдналися: від Танганьїки йому дісталося зелене трикутне поле і чорна смуга з жовтою каймою, від Занзібару — синє трикутне поле.
З 1964 по 2005 рік Занзібар, як і материкова частина Танзанії, використовував єдиний державний прапор, незважаючи на збереження часткової автономії. Навіть після прийняття у 1984 році конституції Занзібару, що передбачала і допускала наявність у занзібарских органів влади власної символіки, уряд і парламент острова продовжували функціонувати під прапором Танзанії.

## Інші прапори

### Прапор британського резидента
У 1890 році влада Великої Британії примусила занзібарского султана Алі ібн Саїда прийняти британський протекторат,
|           |  |           |
| 1918—1955 |  | 1955—1963 |

 після чого султанат фактично перейшов під контроль Великої Британії. Незважаючи на це, британський резидент з'явився на острові багато пізніше, у 1918 році — до тих пір протекторат перебував у віданні МЗС країни (Форин офісу).
Прапор британського резидента мав вигляд прапора Великої Британії з розташованим у центрі зображенням парусного човна у відкритому морі на тлі ясного неба і піщаного узбережжя. На борту зображеного човна знаходилися люди, а на кормі судна — майорів червоний оманський прапор. Над загальною картиною розташовувалася королівська корона: до 1955 року — тюдорівського зразка, а потім — едвардіанського. У 1963 році Велика Британія надала Занзібару повну незалежність, у результаті чого, посаду британського резидента на острові було скасовано.

### Прапор президента Занзібару
Президентський прапор Занзібару був прийнятий 12 січня 1985 року. Він виглядає як сіро-зелене полотнище із зображенням президентської печатки. Центром печатки є овал із зображеннями окреслень островів Занзібар і Пемба, моря і двох берегів, що символізують згадані острови. По боках овал підпирається мотигою і ножем. Увінчує печатку літера «R» (від суах. Rais — король).
Згідно з регламентом, президентський прапор може використовуватися «тільки президентом Занзібару» і тільки тоді, і в тих місцях, де «немає обмежень згідно із законодавством і правилами використання прапорів». Прапор президента, відповідно до занзібарского законодавства, може бути зміненим або модифікуваним виключно парламентом Занзібару.